# Thomas Pontier
Thomas Pontier (Buis-les-Baronnies, 1990) is een Franse zanger.

## Biografie
Pontier werd vooral bekend door zijn deelname aan het Junior Eurovisiesongfestival 2004 in Lillehammer, Noorwegen. Met het nummer Si on voulait bien werd hij zesde, met 78 punten. Tot 2018 was hij de enige Franse deelnemer aan het festival.
Begin 2010 bracht hij zijn enige album uit, getiteld Pas très bon coureur.
2004: Thomas Pontier · 
2018: Angélina Nava · 
2019: Carla · 
2020: Valentina · 
2021: Enzo · 
2022: Lissandro · 
2023: Zoé Clauzure
- International Standard Name Identifier: 0000 0000 1083 9038
- MusicBrainz: 38a3d28c-c7d4-4cc1-85ee-990bd31f1676
- Virtual International Authority File: 5177146